# Justicia peratanthoides
Justicia peratanthoides är en akantusväxtart som beskrevs av Ignatz Urban och Ekman. Justicia peratanthoides ingår i släktet Justicia och familjen akantusväxter. Inga underarter finns listade i Catalogue of Life.